# Presas de caza
Presas de caza es el nombre del cuarto álbum de La Torre, lanzado en 1986 por RCA Victor. 
De este disco destacan las canciones: Sálvame ábreme la puerta, Presas de caza, Tratando de cambiar el mundo y la más popular Estamos en acción.
Este fue el primer disco del grupo con Gady Pampillón, tras la salida del guitarrista original Carlos García López.

## Lista de canciones
| Presas de caza |                                |                                    |          |  |
| N.º            | Título                         | Escritor(es)                       | Duración |  |
| 1.             | «Nada me detiene»              | (Patricia Sosa/Oscar Mediavilla)   | 3:38     |  |
| 2.             | «Muriendo de pie»              | (Sosa/Mediavilla)                  | 2:58     |  |
| 3.             | «Siluetas de sal»              | (Sosa/Mediavilla)                  | 3:53     |  |
| 4.             | «Sálvame ábreme la puerta»     | (Sosa/Mediavilla)                  | 3:48     |  |
| 5.             | «Presas de caza»               | (Sosa/Mediavilla)                  | 3:10     |  |
| 6.             | «Estamos en acción»            | (Sosa/Fernando Lupano/Beto Topini) | 4:02     |  |
| 7.             | «Dame más dame mucho más»      | (Sosa/Mediavilla)                  | 3:10     |  |
| 8.             | «Tratando de cambiar el mundo» | (Osvaldo Marzullo/Mediavilla)      | 4:10     |  |
| 9.             | «Contra el paredón»            | (Sosa/Gady Pampillón)              | 4:00     |  |

## Músicos
- Patricia Sosa: Voz líder
- Oscar Mediavilla: Guitarra, voz
- Gady Pampillón: Guitarra líder
- Fernando Lupano: Bajo
- Beto Topini: Batería
- Luis Alberto Múscolo: Teclados

- Datos: Q6085429